# 布魯克維尤 (馬里蘭州)
布魯克維尤（英語：Brookview）是一個位於美國馬里蘭州多徹斯特縣的市鎮。

## 人口
根據2020年美國人口普查的數據，布魯克維尤的面積為0.11平方千米，當中陸地面積為0.11平方千米，而水域面積為0.00平方千米。當地共有人口48人，而人口密度為每平方千米436人。